# 탕정초등학교
탕정초등학교는 대한민국 충청남도 아산시 탕정면 갈산리에 있는 공립 초등학교다.

## 학교 연혁
| 1934년 | 6월 15일 | 탕정공립보통학교로 설립(4학급)        |
| 1938년 | 4월 1일  | 탕정공립심상소학교로 개칭             |
| 1941년 | 4월 1일  | 탕정공립국민학교로 개칭               |
| 1949년 | 9월 30일 | 신리국민학교 승격 분리                |
| 1952년 | 4월 1일  | 탕정국민학교로 개칭                   |
| 1969년 | 3월 1일  | 동덕국민학교 분리(2개리 학구 축소)    |
| 1981년 | 3월 1일  | 병설유치원 개원                       |
| 1996년 | 3월 1일  | 탕정초등학교로 개칭                   |
| 2014년 | 3월 1일  | 탕정미래초등학교 분리                 |
| 2015년 | 2월 12일 | 제78회 졸업(누계 7,806명)             |
| 2015년 | 3월 1일  | 39학급 편성·유치원 3학급 편성         |
| 2016년 | 2월 12일 | 제79회 졸업(누계 7,951명)             |
| 2017년 | 2월 15일 | 제80회 졸업(135명)                    |
| 2017년 | 3월 1일  | 42학급(특수 1학급), 유치원 3학급 편성 |

## 참고 자료
- 탕정초등학교 - 한국교육학술정보원 학교알리미